# 田中平和
田中 平和（たなか うふぉま、2002年2月10日 - ）は、日本の女子バスケットボール選手である。ポジションはパワーフォワード。Wリーグのトヨタ自動車アンテロープス所属。

## 来歴
埼玉県出身。
桜花学園高校でインターハイ・国体・ウインターカップ優勝。
白鷗大学進学後は4年時にインカレ優勝を経験。
2024年1月、トヨタ自動車アンテロープスにアーリーエントリーとして加入。

## 日本代表歴
- 2020 U19ワールドカップ
- 2023ワールドユニバーシティゲームズ（銀メダル）